# Pheleuscelus omoplatus
Pheleuscelus omoplatus es una especie de coleóptero de la familia Attelabidae.

## Distribución geográfica
Habita en la Guayana Francesa.